# Rheinisches Landesmuseum Trier
Het Rheinisches Landesmuseum Trier is een museum van archeologie, kunst en oudheden in de Duitse stad Trier. Het museum bezit een belangrijke collectie kunst- en gebruiksvoorwerpen afkomstig uit het Duitse Rijnland, met een nadruk op de Romeinse periode in Trier en het Moezelgebied.

## Geschiedenis
Het museum werd in 1877 opgericht als Provinzialmuseum der preußischen Rheinprovinz, waarvan ook het Rheinisches Landesmuseum Bonn deel uitmaakte. De eerste directeur was de archeoloog Felix Hettner (1877-1902).
Een rechthoekig museumgebouw van rode zandsteen verrees in 1885-89 aan de rand van de paleistuin van het voormalig Keurvorstelijk Paleis, net buiten de middeleeuwse stadsmuur van Trier. Architect was Clemens Guinbert, Landbaurat uit Düsseldorf, dezelfde die ook het museum in Bonn ontwierp. In 1904 werd het gebouw met drie vleugels uitgebreid naar een ontwerp van Carl Hocheder uit München. In 1925-26 werd de zuidvleugel van Hocheder vervangen door een nieuwe kantoorvleugel. In 1945 werd bijna 80% van het gebouw door bombardementen vernietigd. De heropbouw onder leiding van Zahn was in 1958 voltooid, maar leverde architectonisch een 'verwaterd' gebouw op. In de jaren 1980 verrees aan de noordzijde een nieuw gedeelte naar ontwerp van de architecten Klaus Gauger en Gerhard Dürr uit Neustadt an der Weinstraße.
Sinds 2008 is het museum onderdeel van het departement Cultureel Erfgoed van het bondsland Rijnland-Palts (Generaldirektion Kulturelles Erbe Rheinland-Pfalz).
Vanaf de oprichting in 1877 is het museum actief op het gebied van archeologische opgravingen en onderzoek. Veel artefacten in de museumcollectie zijn afkomstig van eigen opgravingen. De wetenschappelijke activiteiten van het museum zijn gericht op de stad en de wijde omgeving, waar zich ruim 10.000 archeologische sites bevinden. Het museum geeft twee wetenschappelijke tijdschriften uit. Sinds 2006 reikt het museum jaarlijks de Dr. Heinz Cüppersprijs uit, genoemd naar een voormalig directeur.

## Collectie
De museumcollectie bestaat uit artefacten van de steentijd tot het einde van het ancien régime, een periode van grofweg 200.000 jaar. De tijdelijke exposities sluiten meestal aan bij het hoofdthema in de collectie: de Romeinse tijd.
In de afdeling Romeinse archeologie wordt tweemaal per dag de multimediapresentatie Im Reich der Schatten vertoond, waarin getracht wordt de 'dode' objecten tot leven te brengen, onder andere door het projecteren van de oorspronkelijke polychromie op de beeldhouwwerken.

### Prehistorie
In deze afdeling zijn onder andere de oudste door mensen bewerkte stenen voorwerpen uit de regio te vinden. Een van de hoogtepunten is de goudschat van Trassem uit circa 1600 v. Chr. Verder zijn er archeologische vondsten uit de Keltische tijd te zien, waaronder wapens en siervoorwerpen. Een schaalmodel verduidelijkt de structuur van een Keltische verdedigingsmuur (murus gallicus).

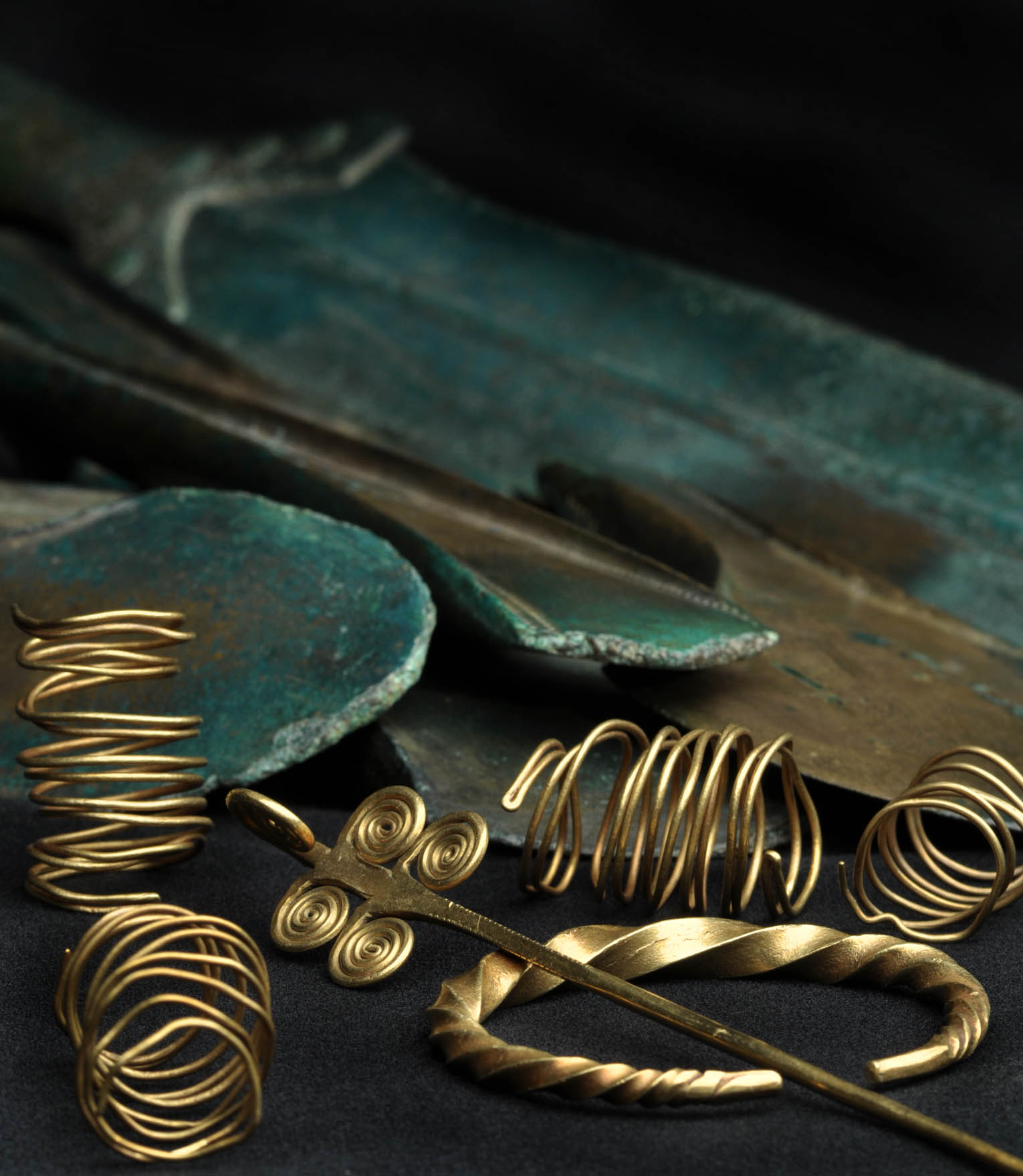
Goudschat uit Trassem
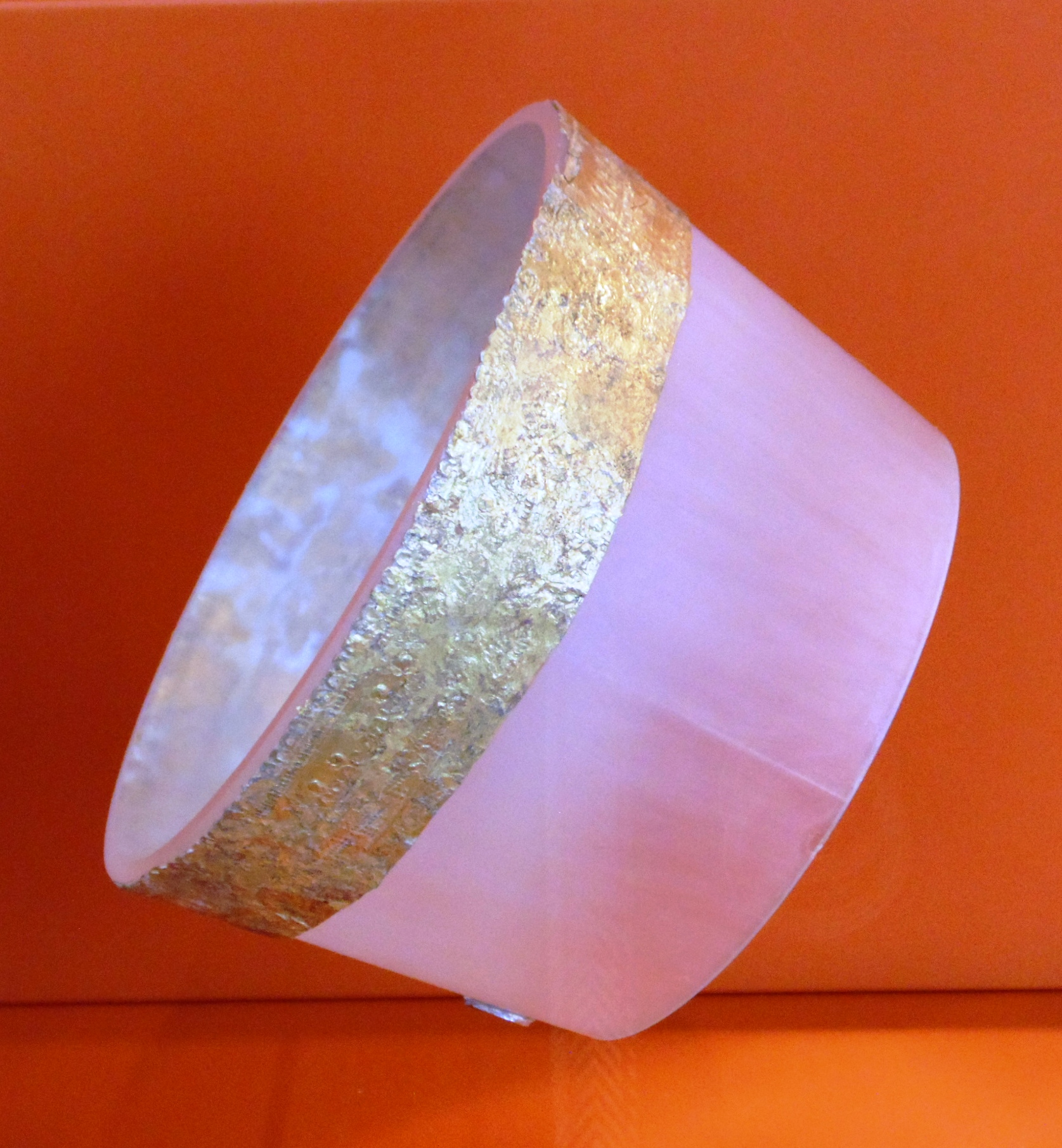
Decoratie van drinkhoorn
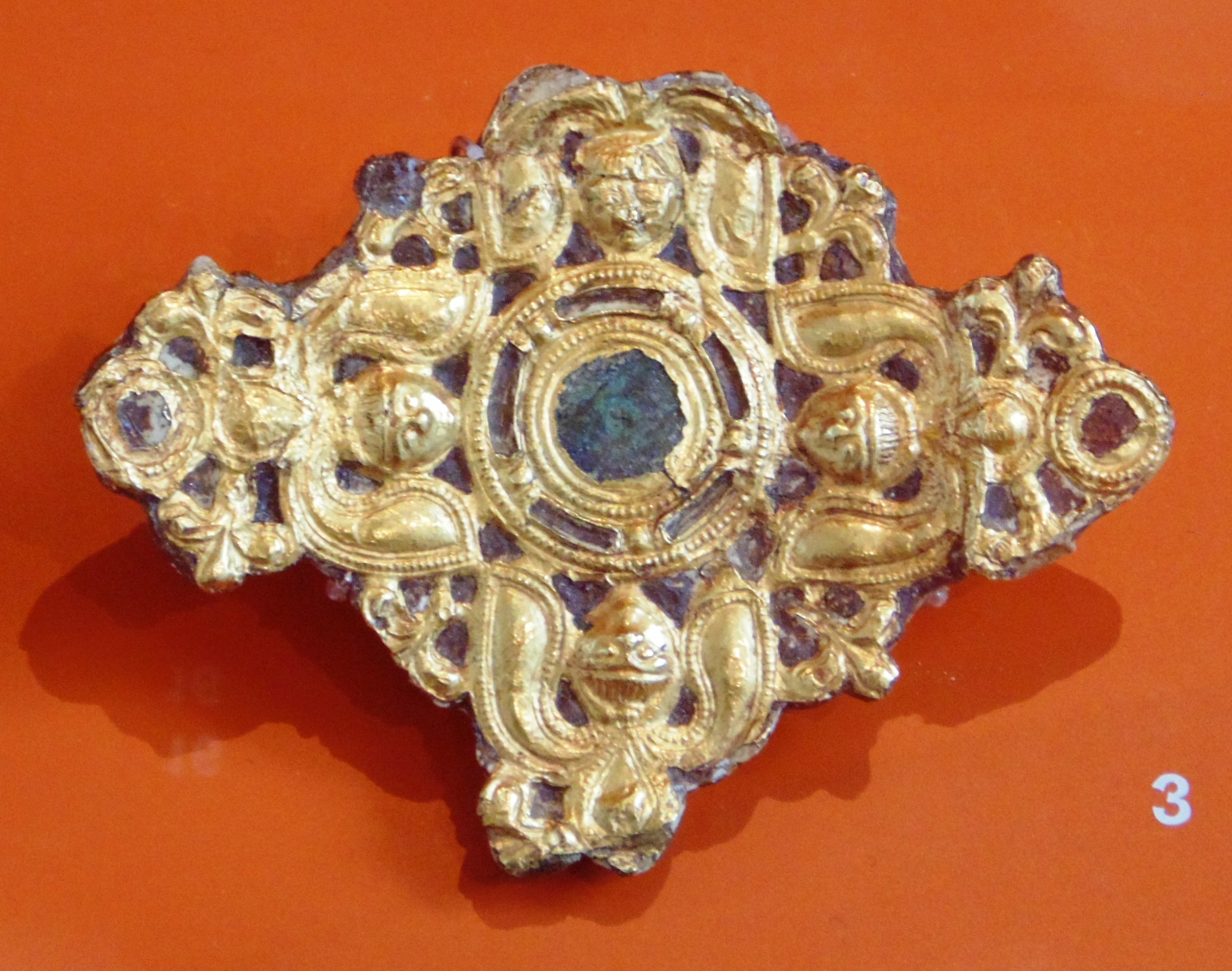
Fibula uit Weiskirchen
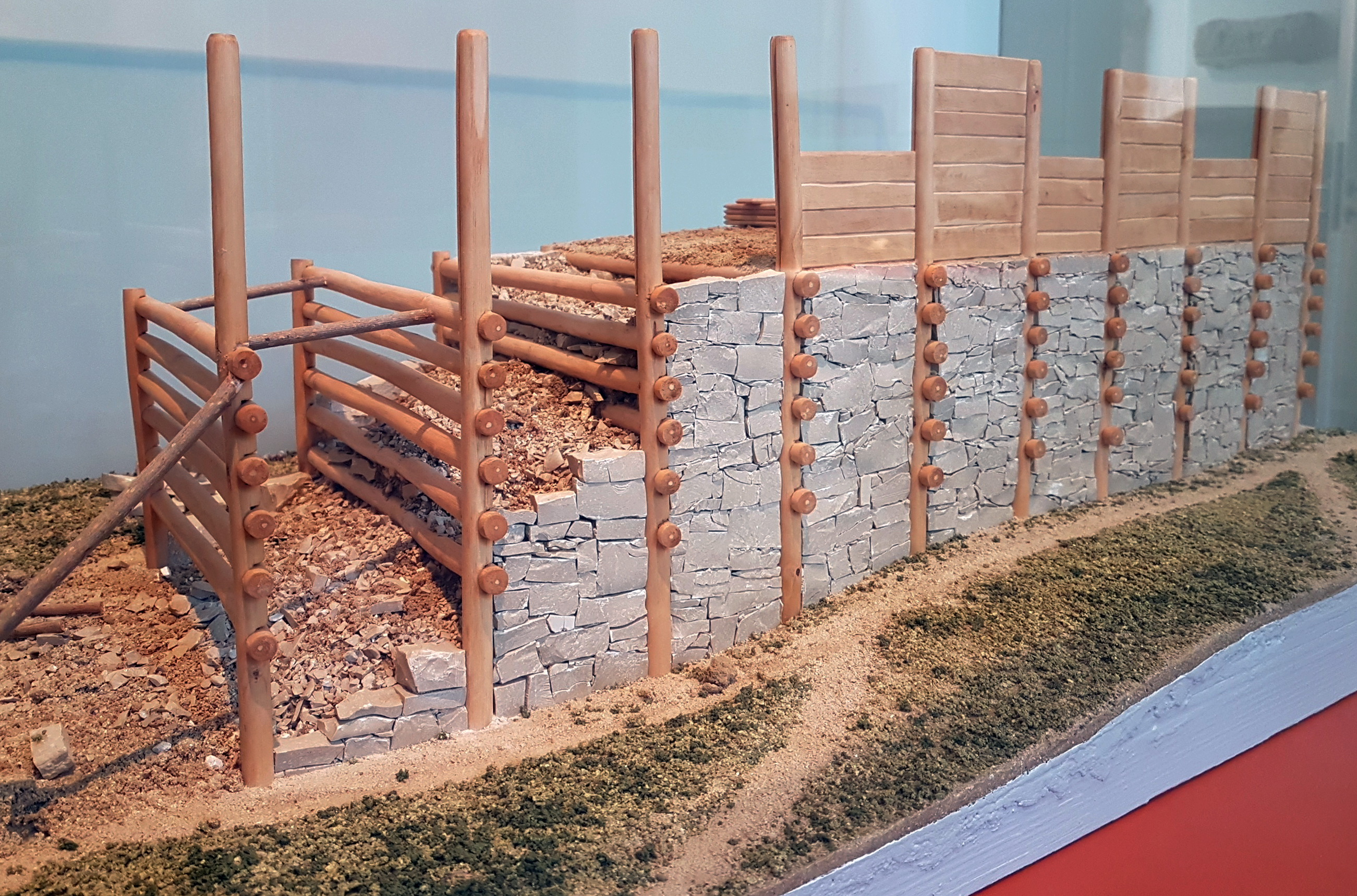
Model Keltische muur

### Romeinse beelden
Romeins beeldhouwwerk neemt een prominente plaats in de museumcollectie in. In de binnentuin staat een gepolychromeerde kopie van de 30 meter hoge Igeler Säule. Een van de grotere zalen is geheel gewijd aan gebeeldhouwde grafmonumenten uit Neumagen-Dhron (Noviomagus Treverorum), een legerplaats aan de Moezel, vlak bij Trier. Tussen de imposante graftorens staat het "wijnschip van Neumagen", waarschijnlijk een grafmonument van een wijnhandelaar. Uit Trier zelf komen talrijke standbeelden en reliëfs, onder andere afkomstig uit de Keizerthermen en de Barbarathermen, en het Altbachthal-tempelcomplex.

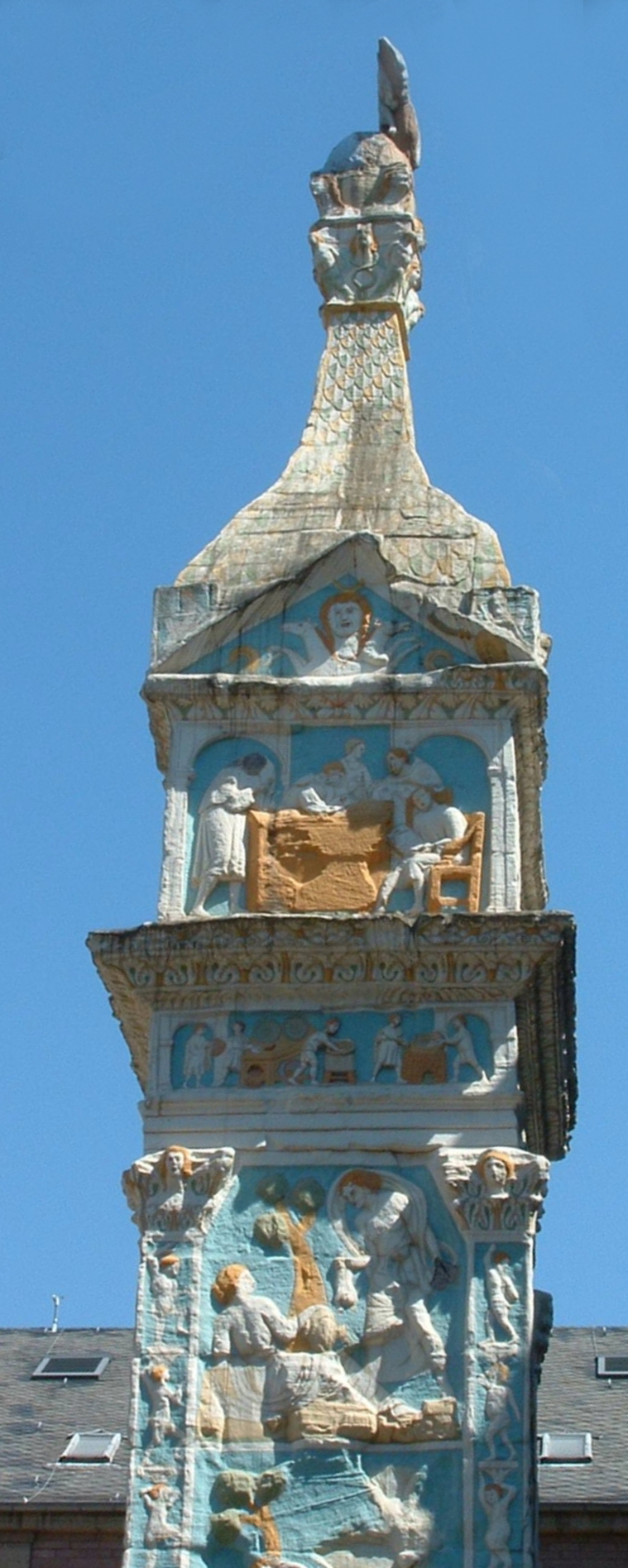
Replica Igeler Säule
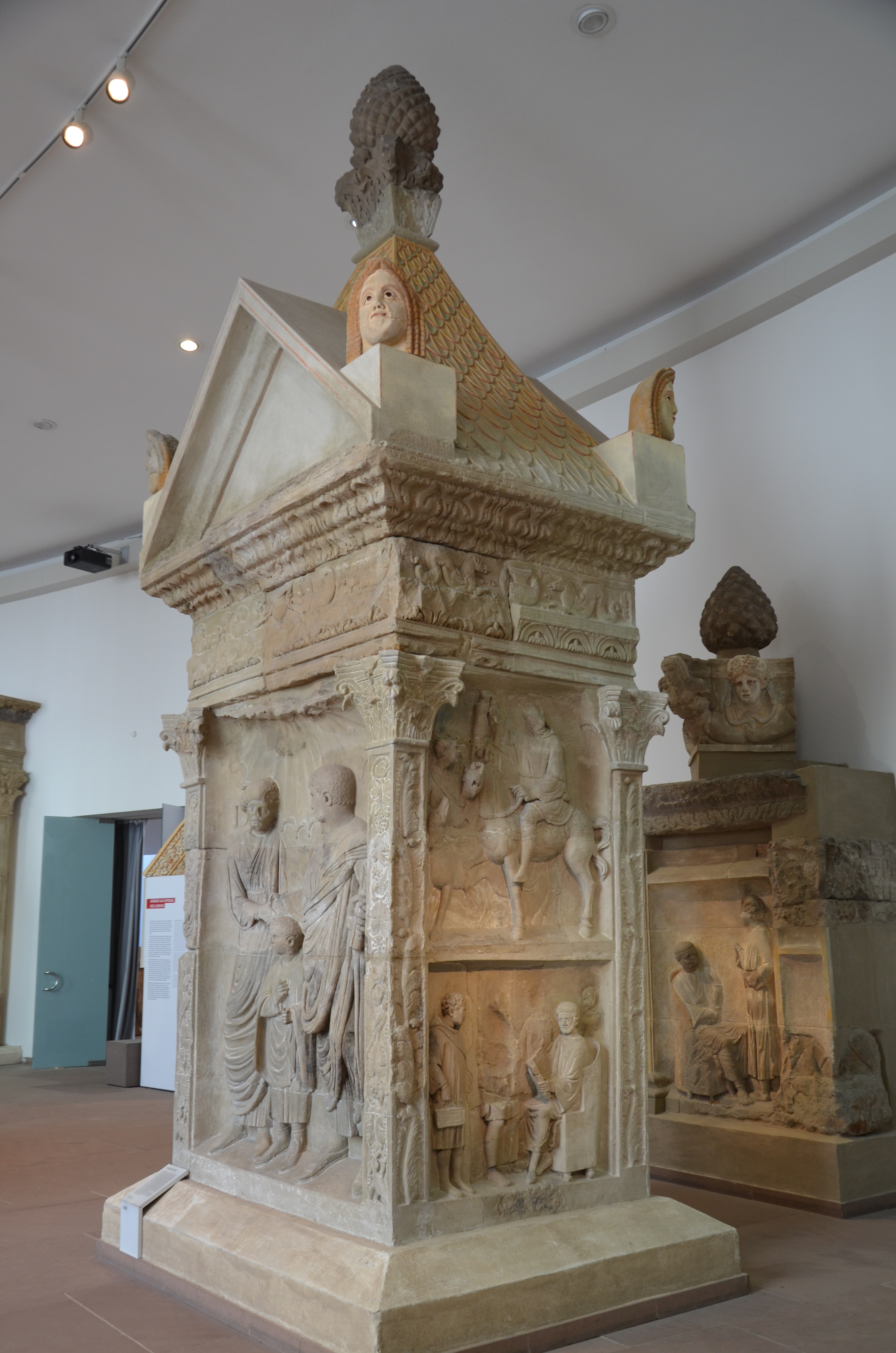
Graftoren uit Neumagen
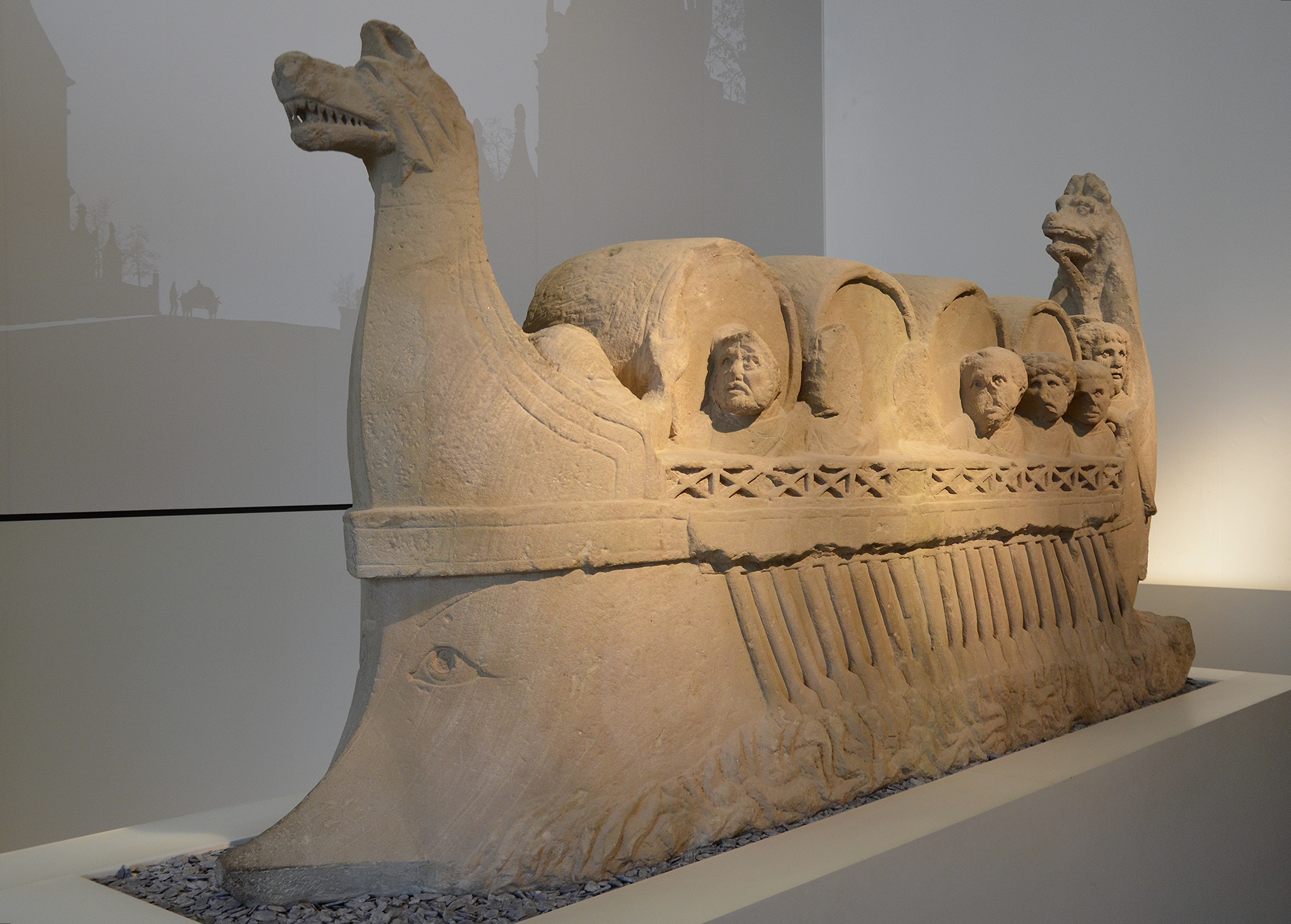
Wijnschip van Neumagen
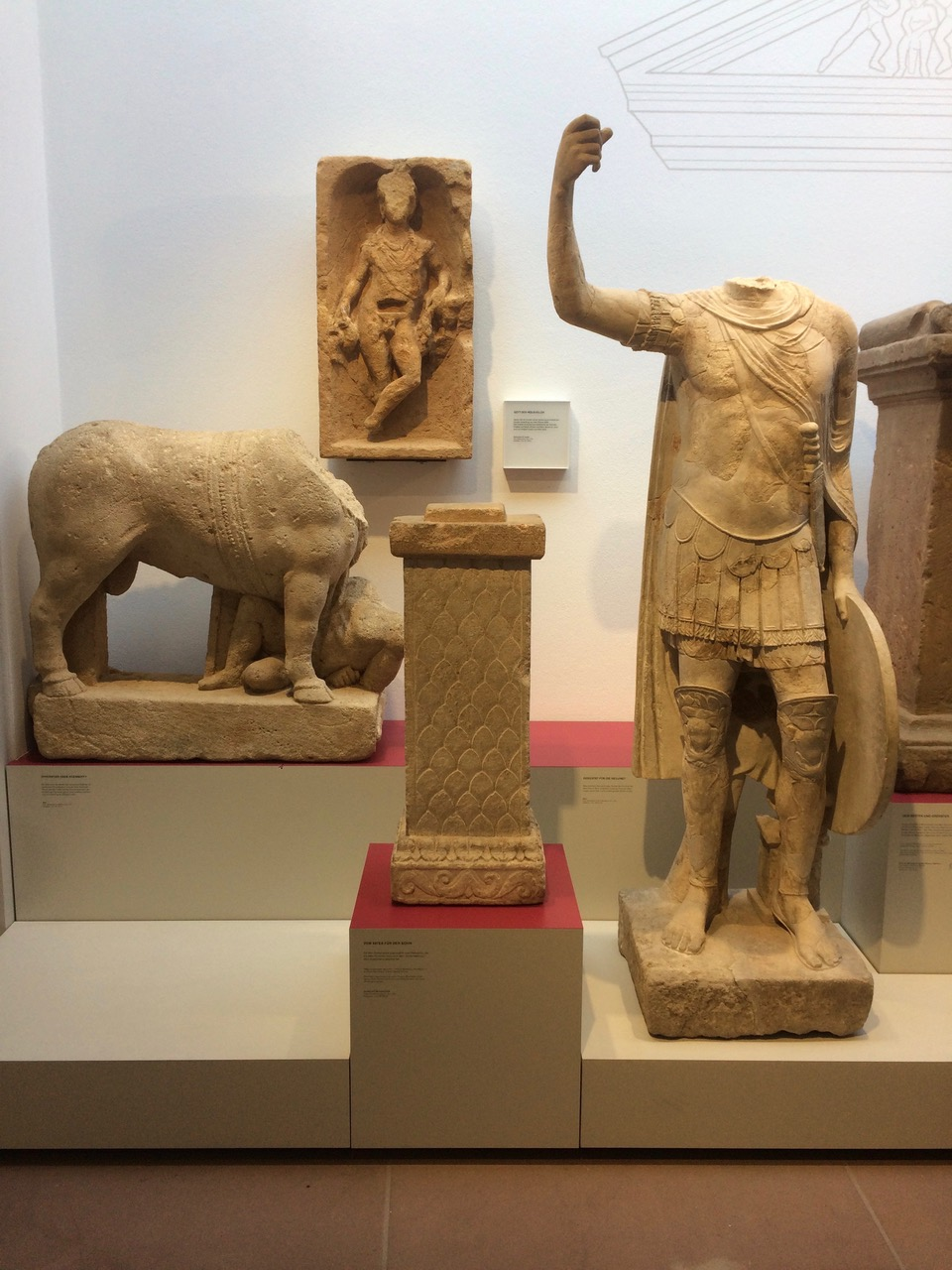
Altbachthaler Mars

### Romeinse fresco's en mozaïeken
Het museum bezit enkele fraai gereconstrueerde fresco's afkomstig uit stadshuizen in Augusta Treverorum en uit villae rusticae in de omgeving. De collectie Romeinse mozaïeken geldt als de meest uitgebreide benoorden de Alpen. Een van de grootste is de Monnus-mozaïek uit de 3e eeuw, met symbolen van de maanden van het jaar. De Polydus-mozaïek uit een Trierse stadswoning bevat een afbeelding van een quadriga, een Romeinse vierspan, en daarboven de naam Polydus.

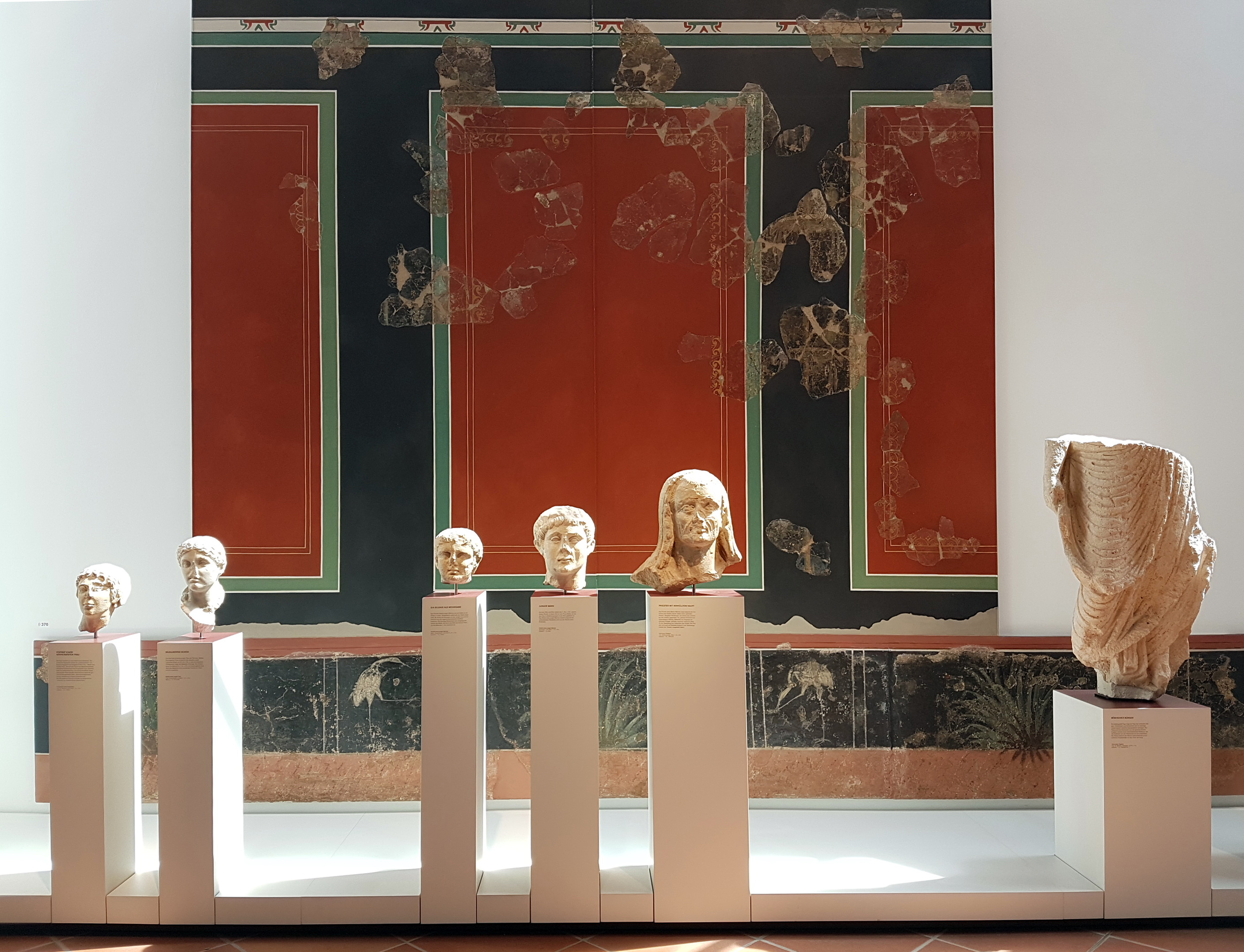
Fresco (reconstructie) uit Trier
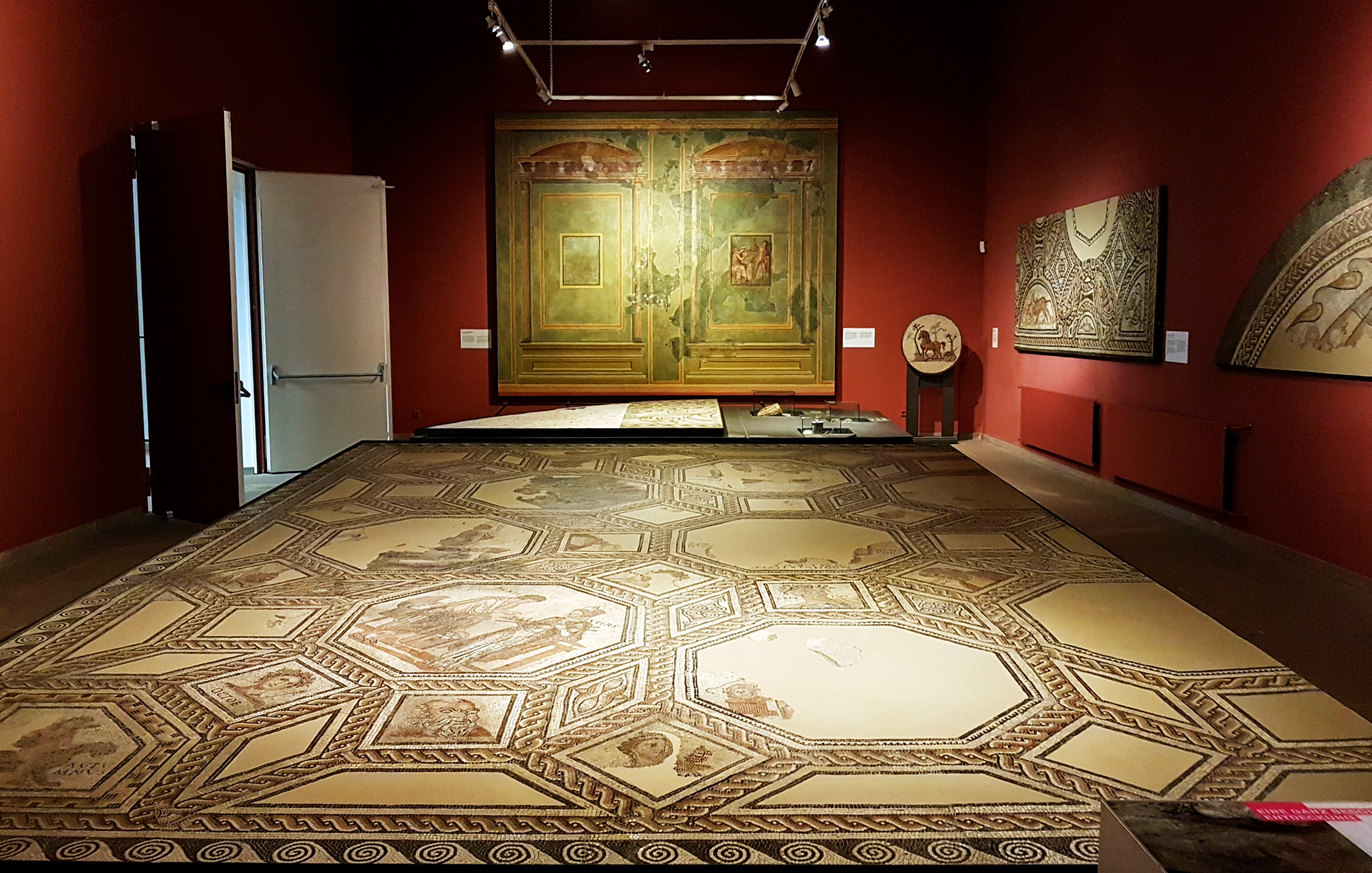
Monnus-mozaïek en fresco
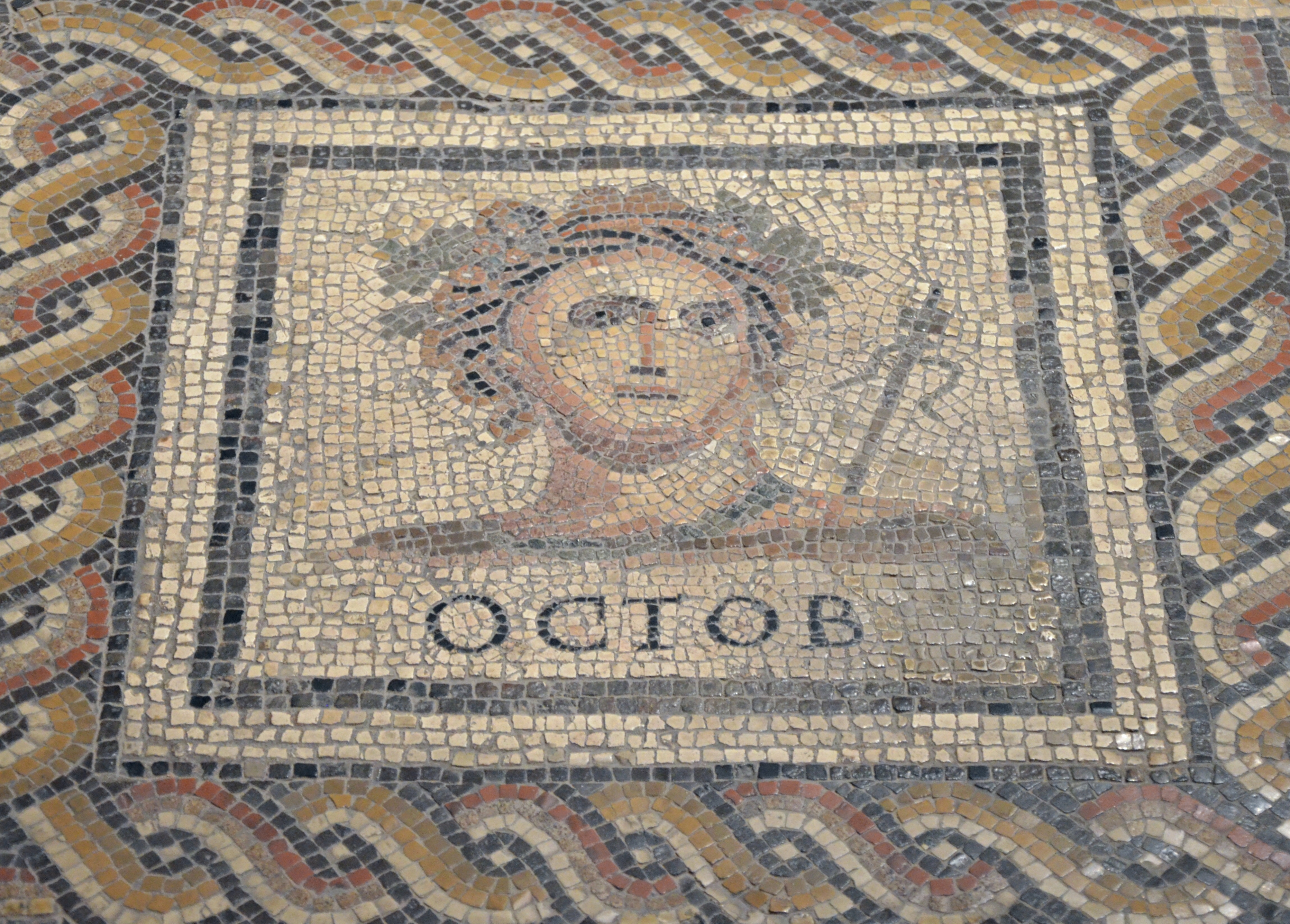
Detail Monnus-mozaïek
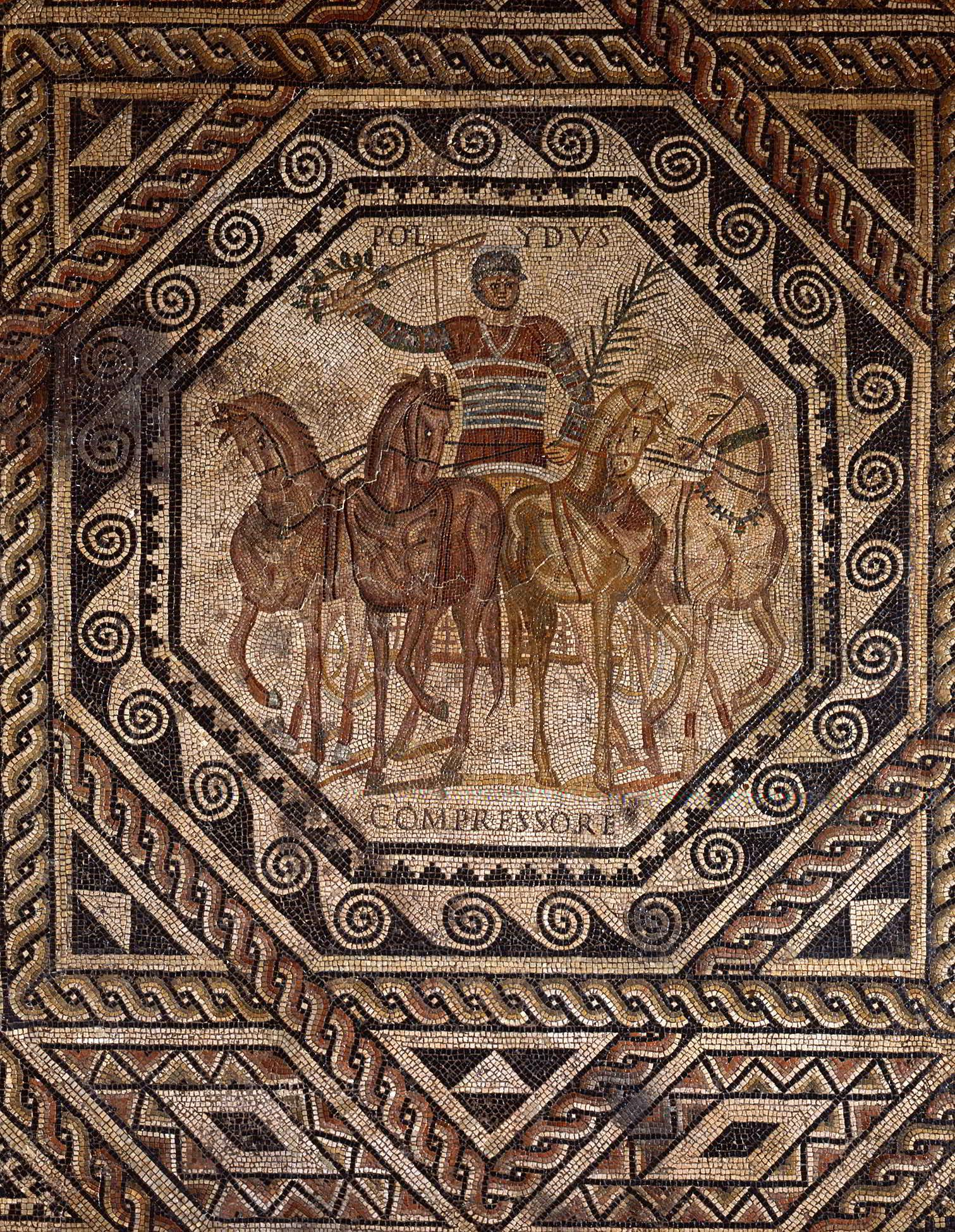
Polydus-mozaïek

### Romeins Trier (maquettes, gebruiksvoorwerpen)
Het grote aantal Romeinse vondsten uit Augusta Treverorum geeft aan dat Romeins Trier een grote en belangrijke stad was, een tijdlang zelfs keizerlijke residentie. De maquette van Romeins Trier, die een centrale plaats inneemt in het museum, maakt dat meteen duidelijk. Verder zijn er gedetailleerde maquettes van afzonderlijke gebouwen, die deels nog bestaan. Het museum bezit een fraaie collectie Romeins glas. Bijzonder is een Diatretasglas (glas in een glazen omhulsel) uit Piesport, gevonden in een graf in Trier. Het belang van Trier werd in 1993 onderstreept door de vondst van de Trierse goudschat (2650 aurei met een gezamenlijk gewicht van ca. 18,5 kg), de grootste Romeinse goudschat ooit aangetroffen. De schat bevindt zicht in een apart muntenkabinet met een van de grootste numismatische verzamelingen van Duitsland.

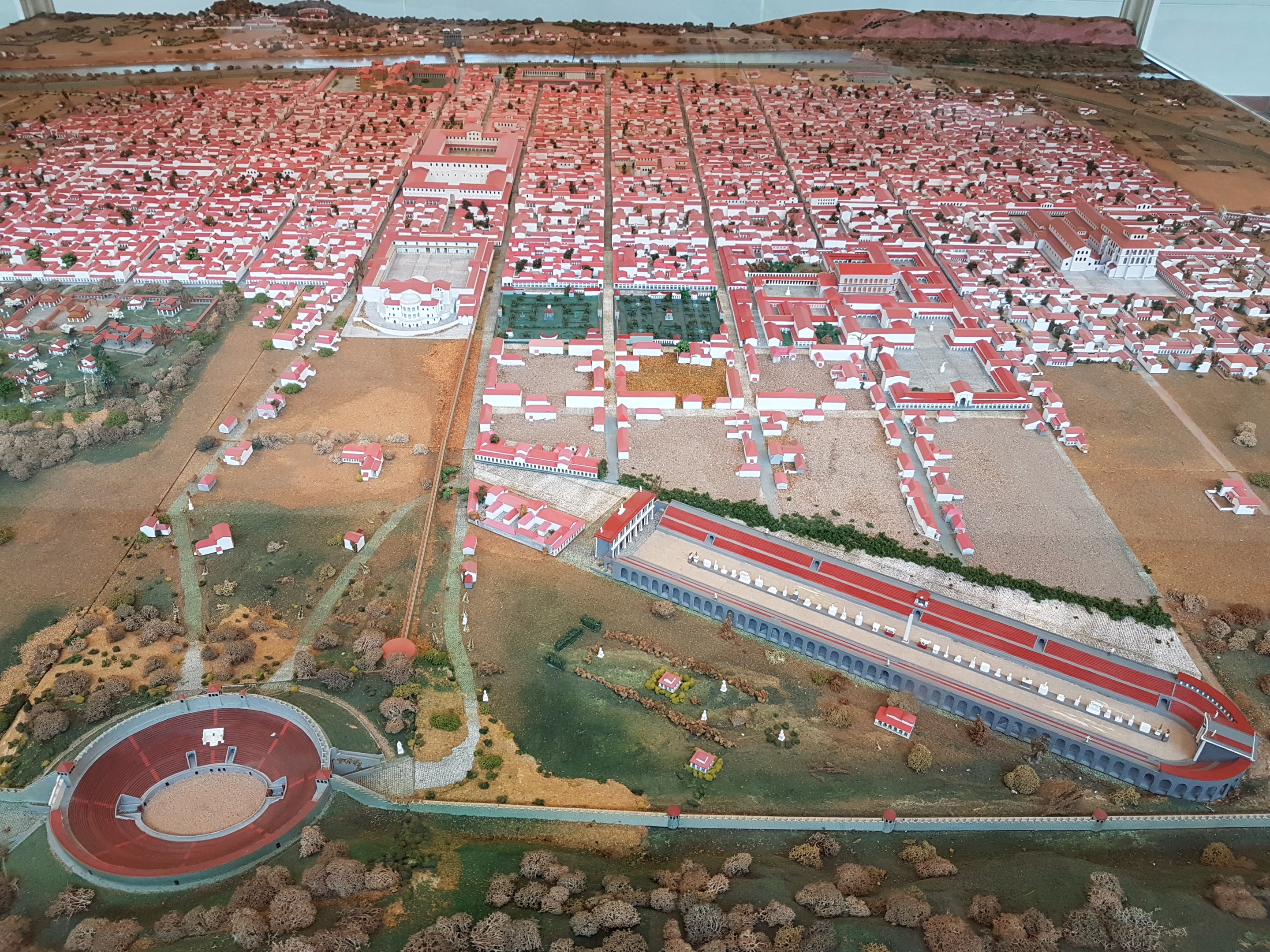
Maquette van Trier
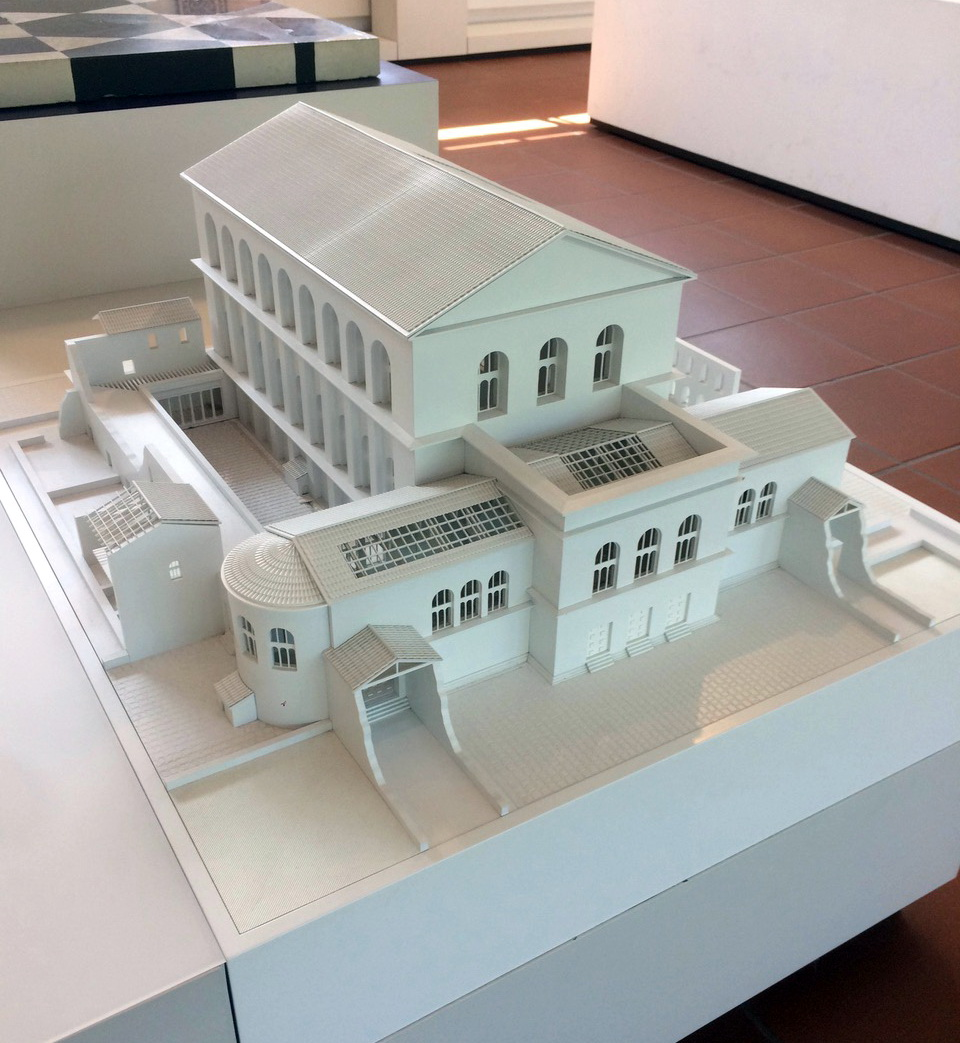
Basilica van Constantijn
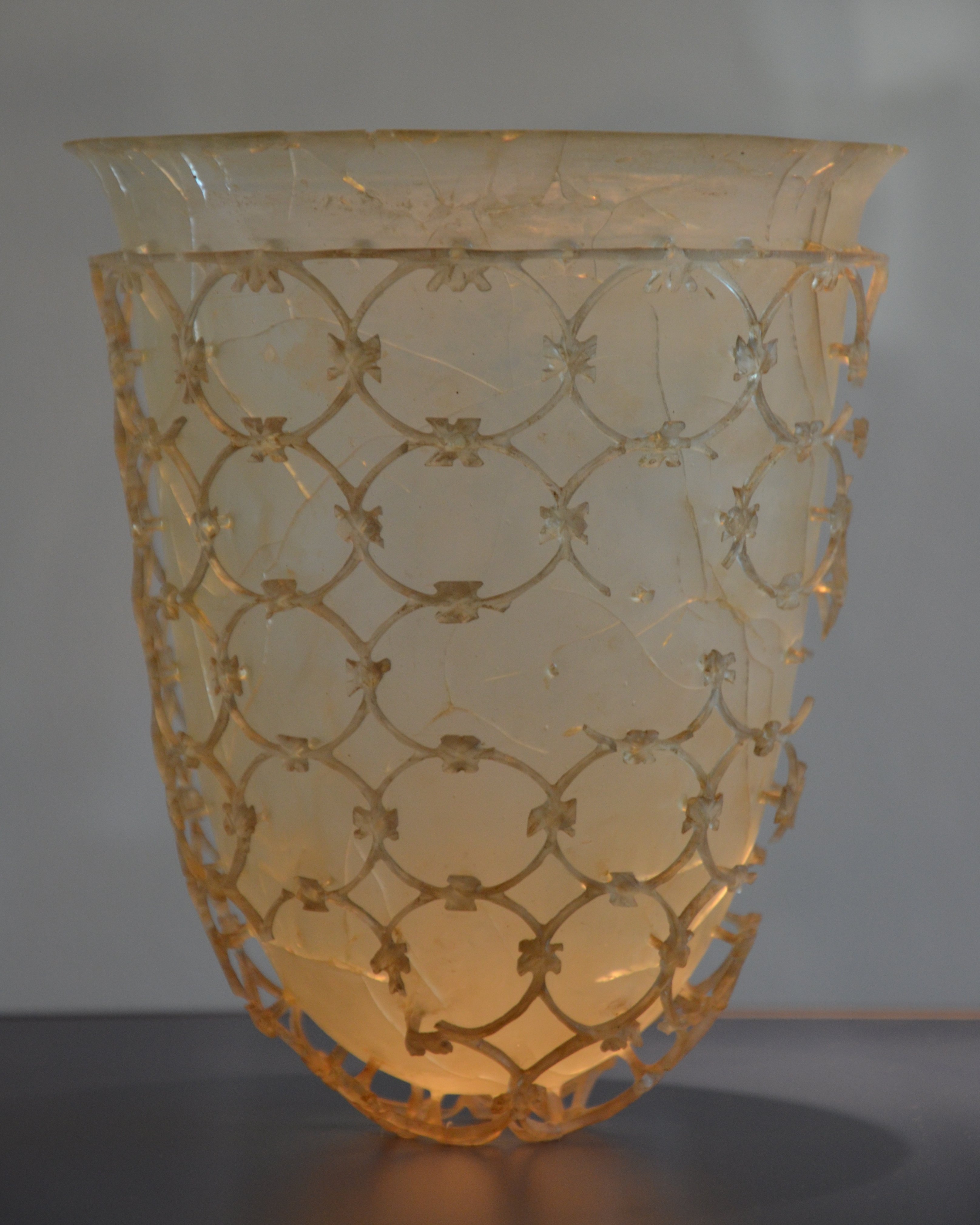
Romeins Diatretasglas
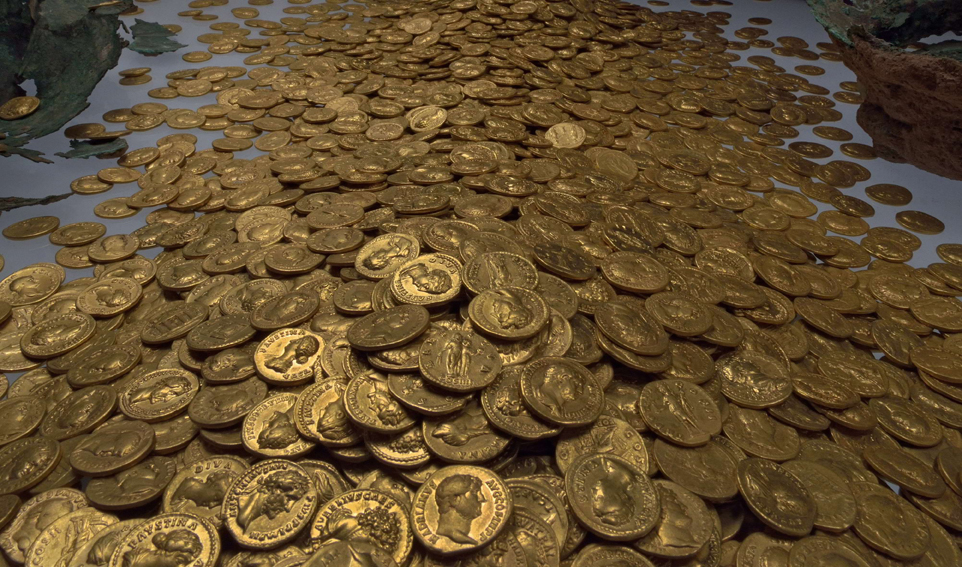
Trierse goudschat

### Vroege middeleeuwen
Trier bleef ook na het vertrek van de Romeinen een belangrijk (christelijk) centrum, onder andere door de aanwezigheid van de bisschoppen. Diverse grafvondsten uit de Merovingische en Karolingische periode, waaronder enkele schijfbulae, zijn daarvan het bewijs. Vermeldenswaard is de deelcollectie vroegchristelijke grafstenen uit de 5e, 6e en 7e eeuw. Het museum bezit tevens een aantal vroegmiddeleeuwse bouwfragmenten.

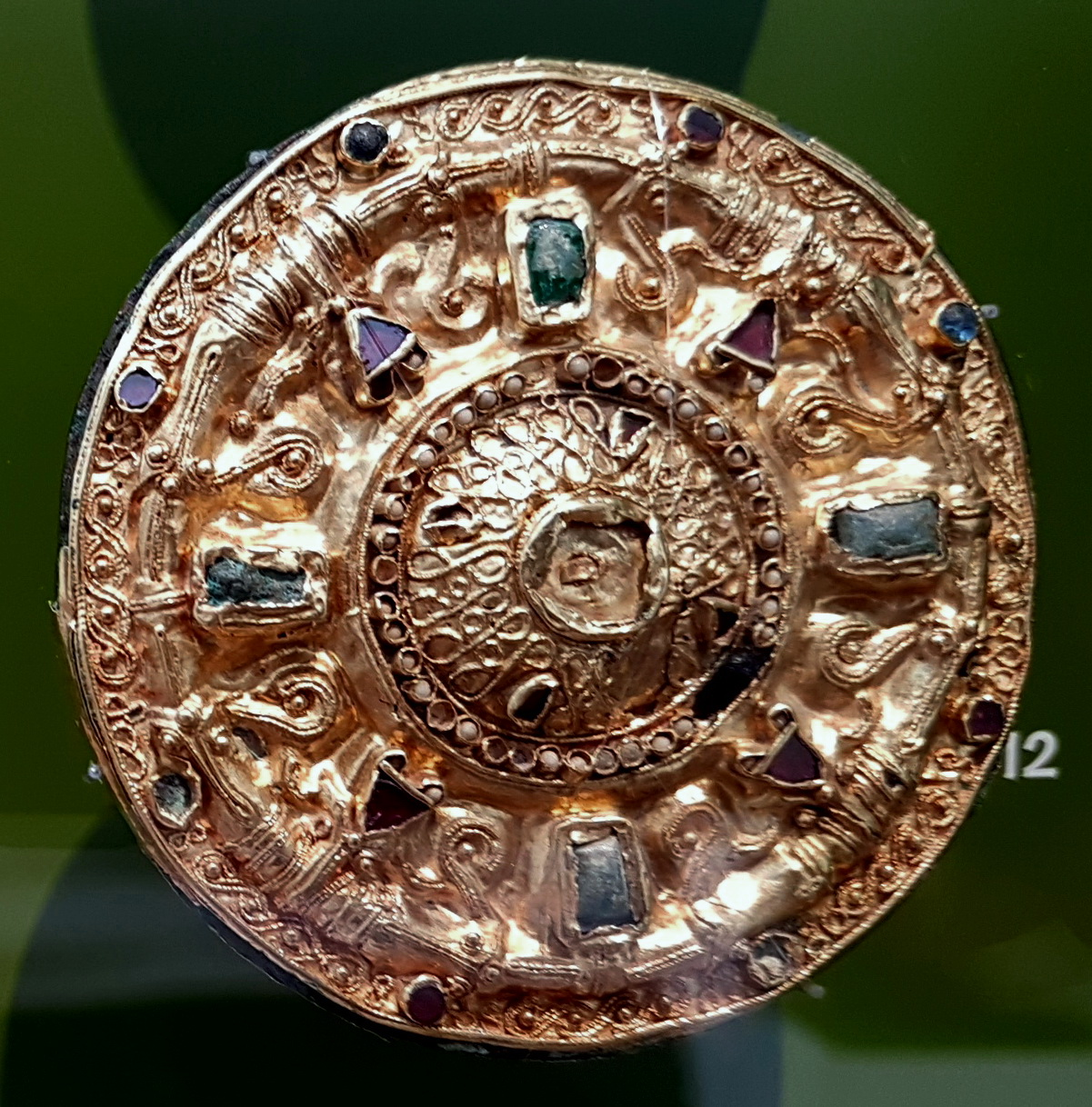
Frankische fibula
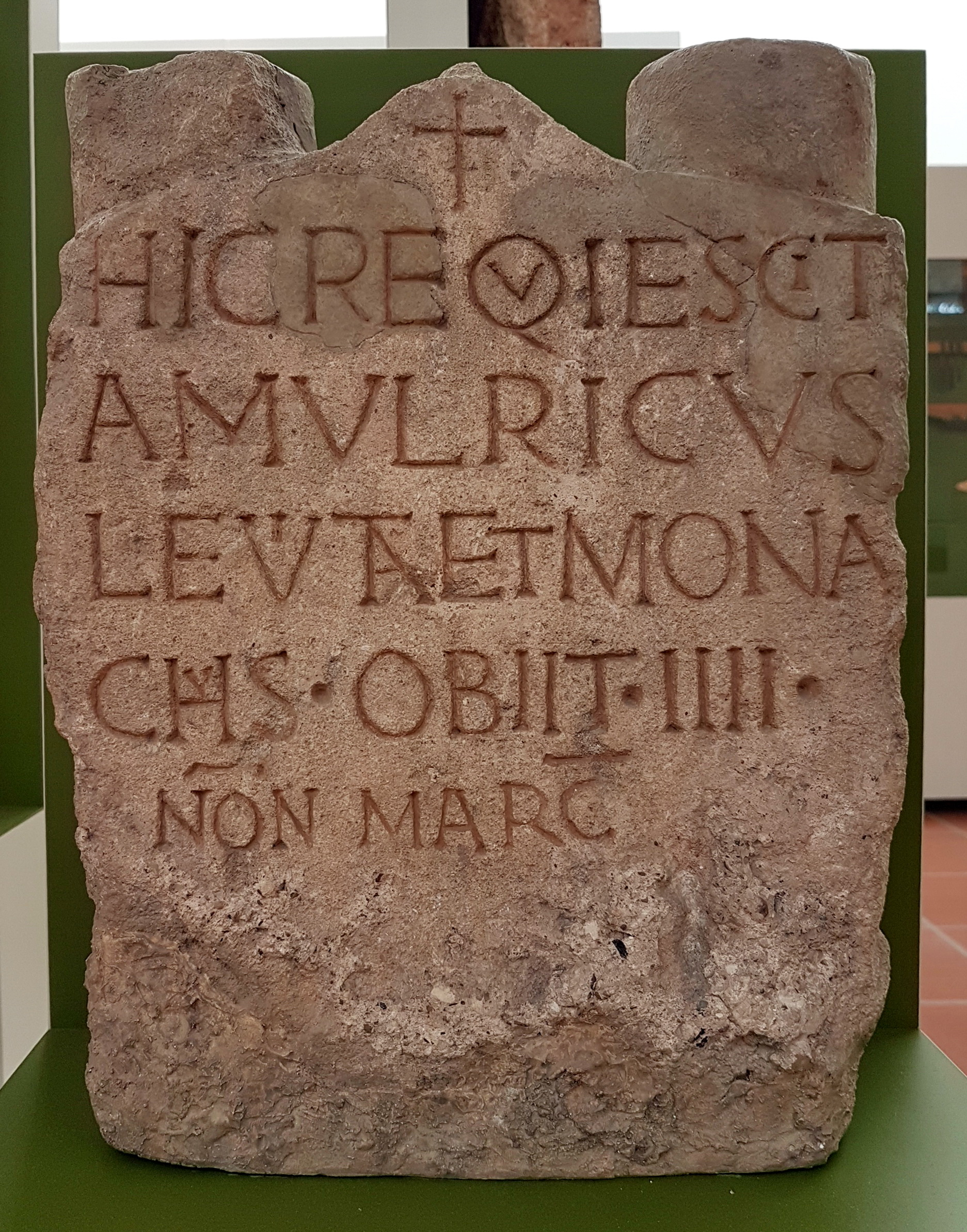
Vroegchristelijke grafsteen
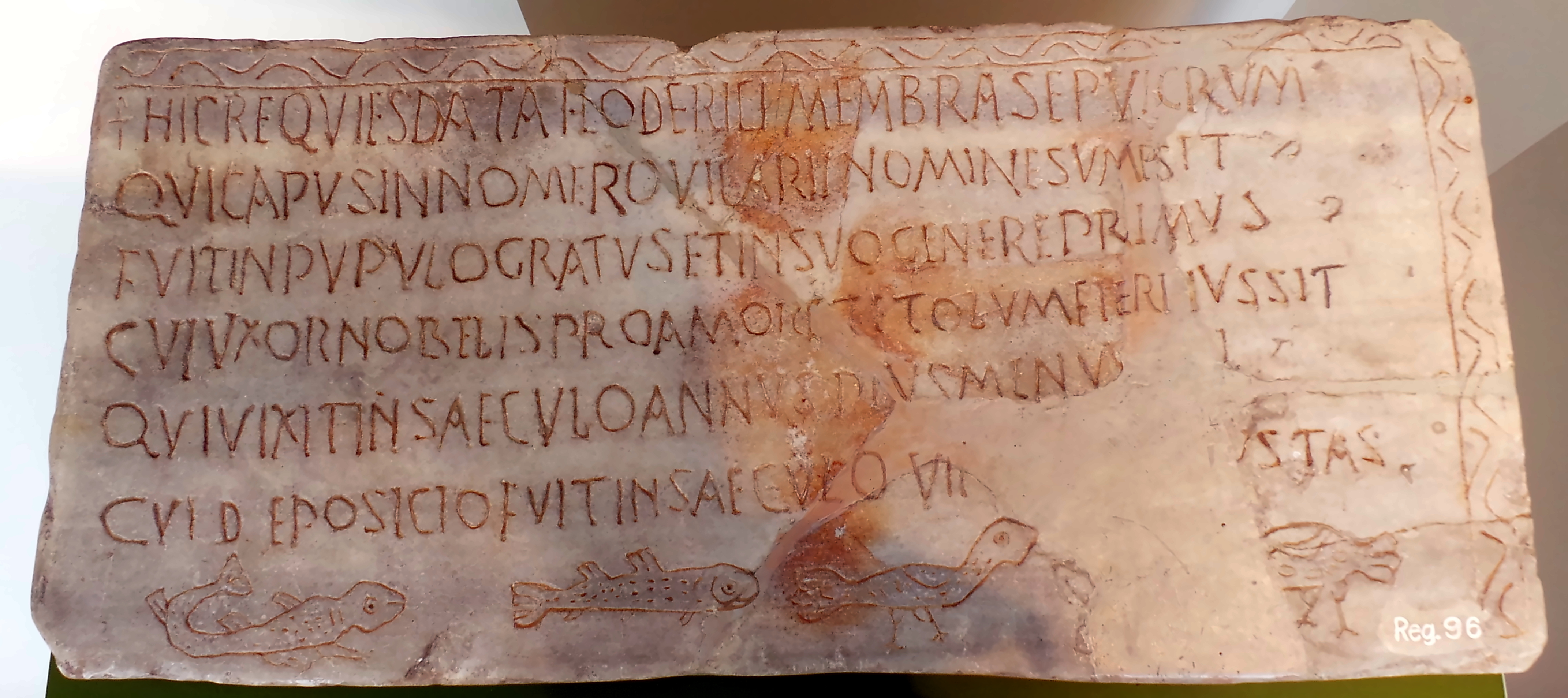
Grafsteen van Hlodericus
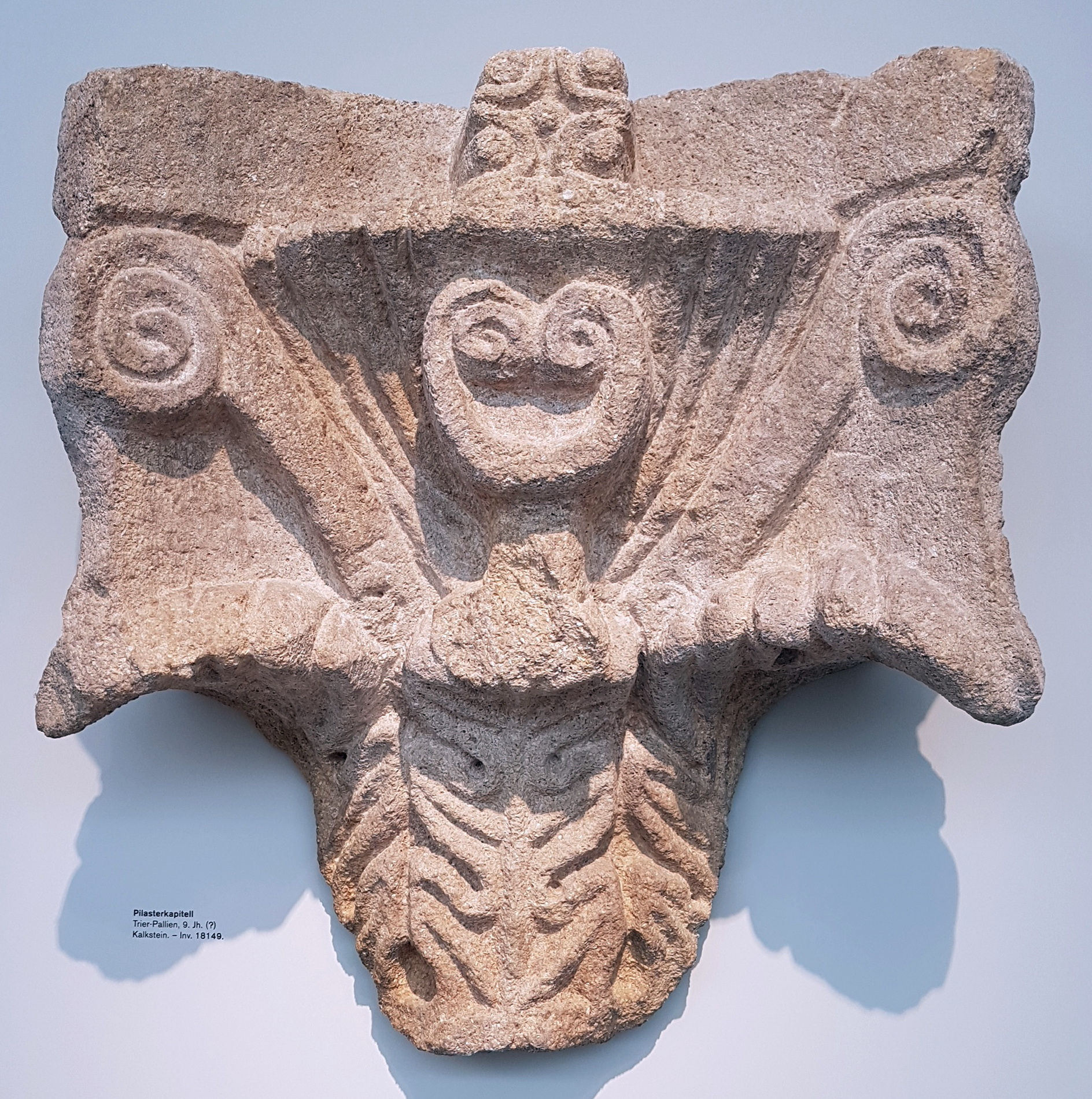
Karolingisch kapiteel

### Hoge en late middeleeuwen
Trier was eind 10e eeuw een centrum van de Ottoonse renaissance. De voornaamste producten van de zogenaamde Egbertwerkplaatsen bevinden zich in de schatkamer van de Dom en elders in Duitse musea. Het Rheinisches Landesmuseum bezit slechts enkele steensculpturen uit deze periode. De nadruk bij de collectie middeleeuwse sculptuur ligt echter bij de romaanse periode (11e en 12e eeuw). Vooral het aantal gebeeldhouwde romaanse kapitelen en andere stenen reliëfs is indrukwekkend. Een groot deel van deze bouwsculptuur is afkomstig van afgebroken middeleeuwse kloosters, zoals de Sint-Matthias-, Sint Paulinus- en Sint-Maximinusabdij. Uit de laatgotische periode bezit het museum enkele Maria- en heiligenbeelden, alsook enkele gebrandschilderde ramen van de Dom van Trier.

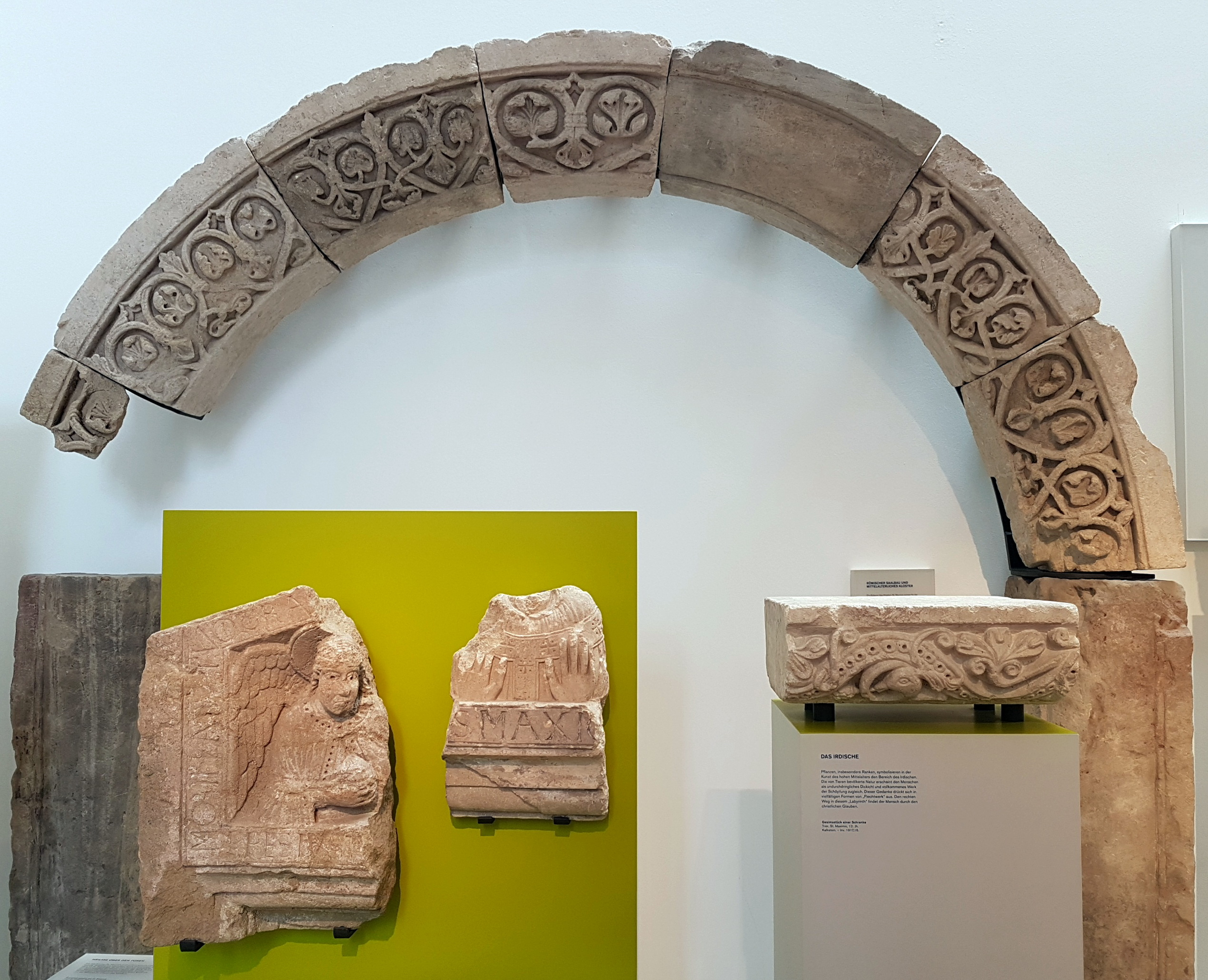
Fragmenten St-Maximinus
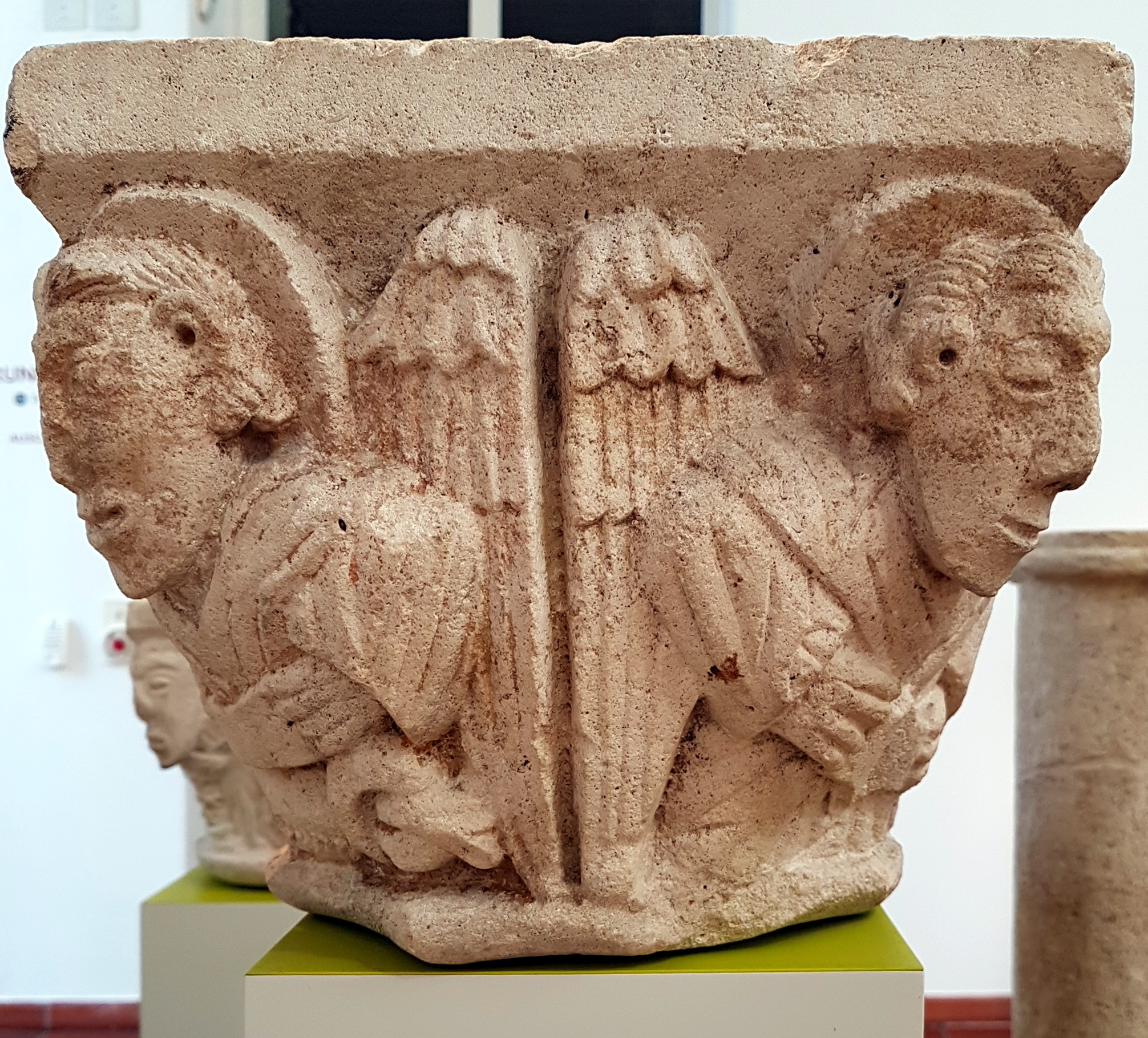
Romaans kapiteel
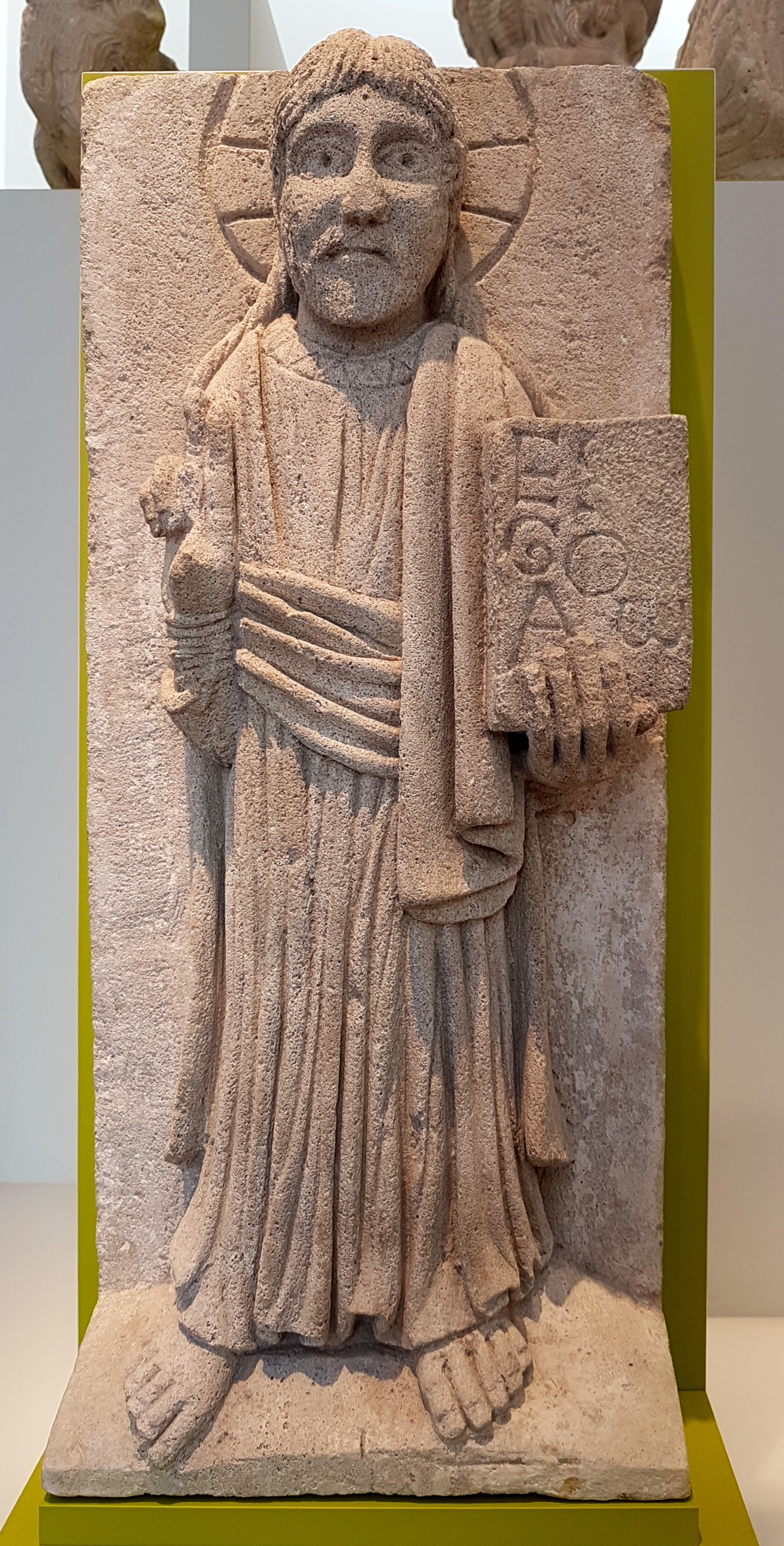
Christus als Α en Ω
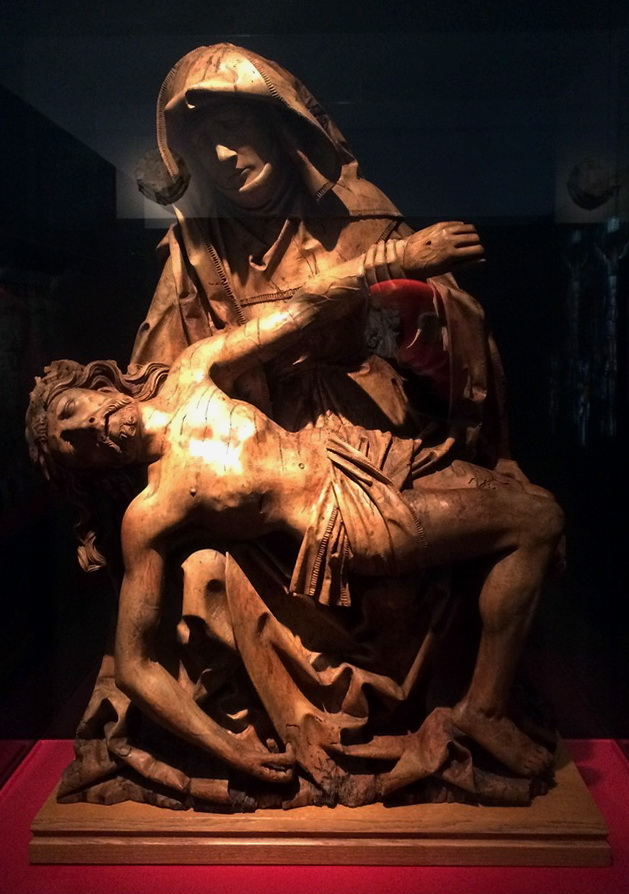
Laatgotische pietà

### Nieuwe tijd
Een maquette van de Porta Nigra/Sint-Simeonskerk, zoals die er tot omstreeks 1800 uitzag, verduidelijkt hoe Romeinse monumenten in Trier als kerken bewaard zijn gebleven. Een pronkstuk is de gereconstrueerde triomfboog, die in 1535 het grafmonument vormde van deken Christoph von Rheineck in de Onze-Lieve-Vrouwekerk. De originele beelden van dit vroegste renaissancemonument in Duitsland bevinden zich in het Museum am Dom. Een 17e- of 18e-eeuws reliëf met de eerste drie bisschoppen van Trier uit de benedictijnerabdij Sint-Matthias gaat vergezeld met een vroom gedicht in het Latijn en Duits. Diverse voorwerpen uit de renaissance- en baroktijd tonen de rijkdom van de Trierse bisschoppen, die tevens keurvorsten waren.

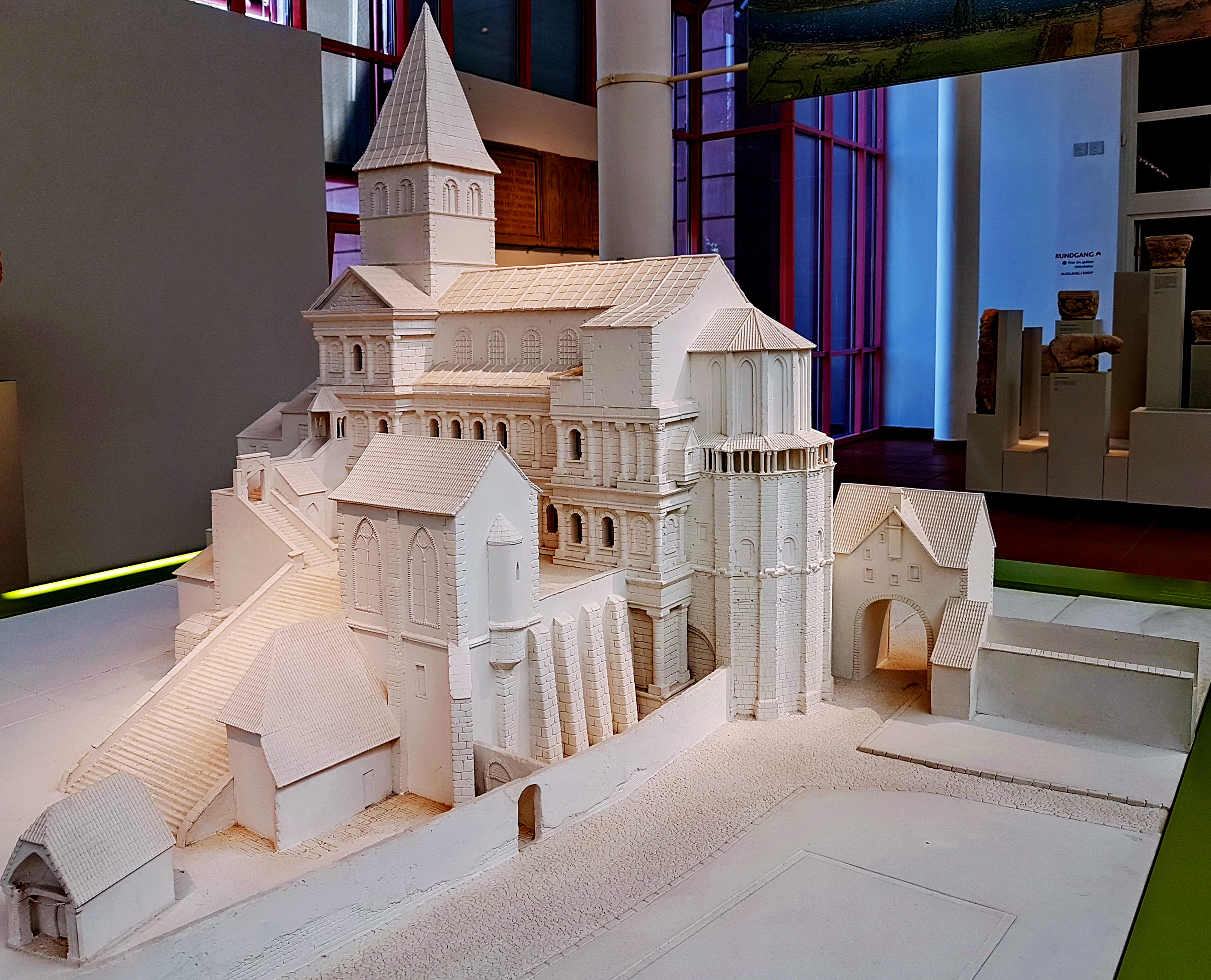
Maquette Sint-Simeonskerk
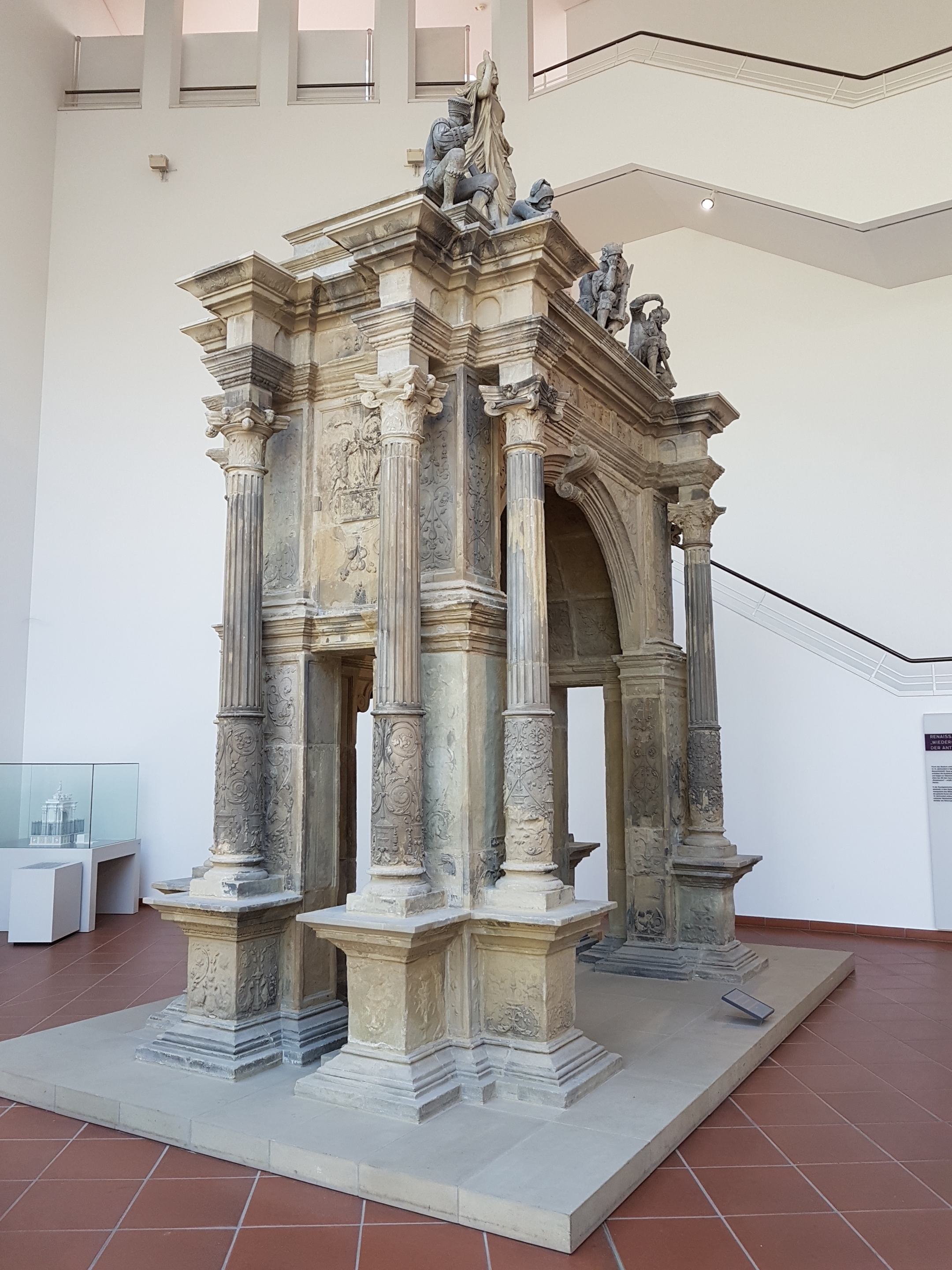
Renaissance triomfboog
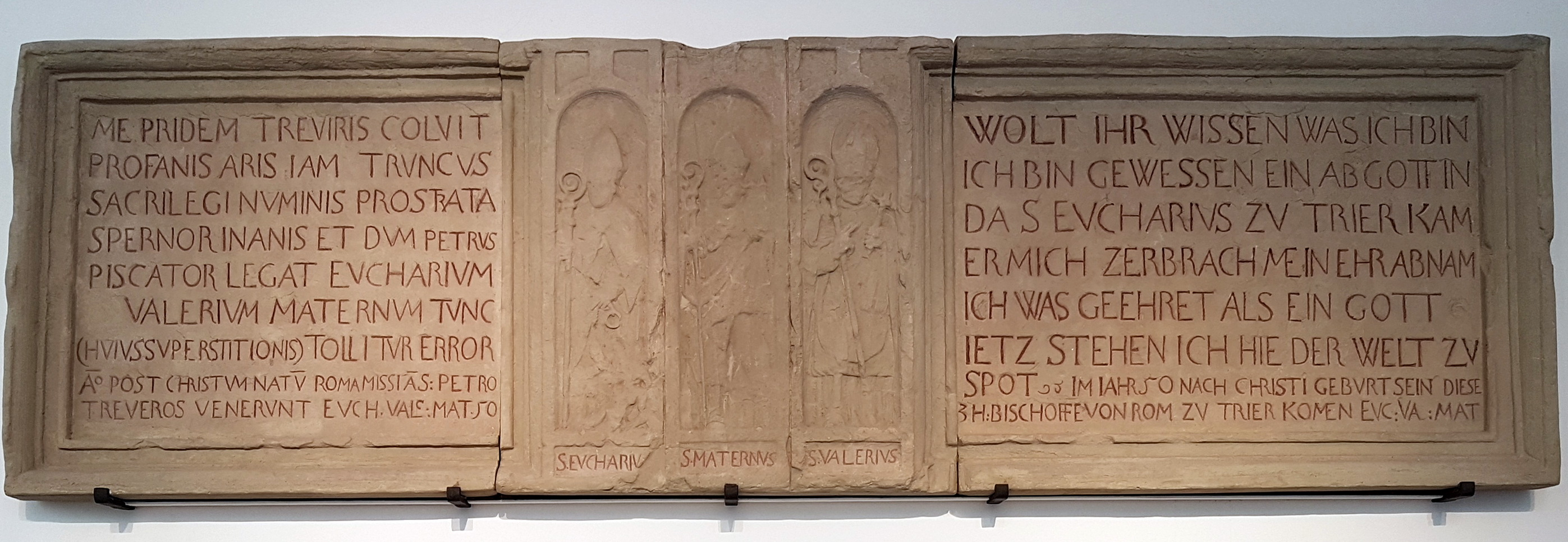
Reliëf Trierse bisschoppen
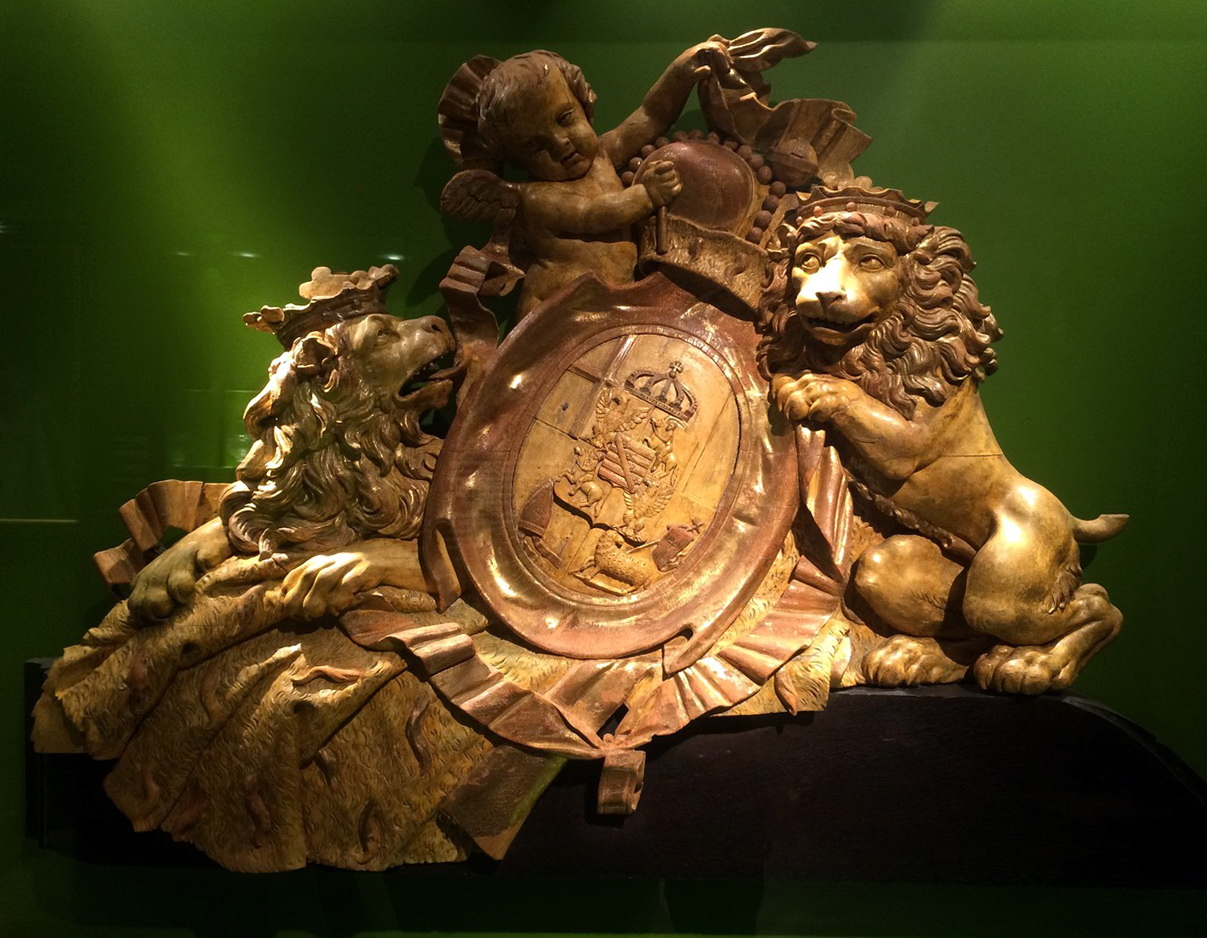
Keurvorstelijk wapen